# قائمة زملاء الجمعية الملكية المنتخبين في 1779
هذه الصفحة تعرض قائمة زملاء الجمعية الملكية المُنتخبين لعام 1779.

## الزملاء
- Hugh Hamersley [الإنجليزية]‏
- William Seward (anecdotist) [الإنجليزية]‏
- Samuel Farr (physician) [الإنجليزية]‏
- John Wilmot (politician) [الإنجليزية]‏
- John Topham [الإنجليزية]‏
- Samuel Foart Simmons [الإنجليزية]‏
- William Fullarton [الإنجليزية]‏
- John Jebb (reformer) [الإنجليزية]‏
- Tiberius Cavallo [الإنجليزية]‏
- John Whitehurst [الإنجليزية]‏
- James Glenie [الإنجليزية]‏
- Ralph Payne, 1st Baron Lavington [الإنجليزية]‏
- Andrew Kippis [الإنجليزية]‏
- Charles Rainsford [الإنجليزية]‏
- Edward Whitaker Gray [الإنجليزية]‏
- John Henniker, 1st Baron Henniker [الإنجليزية]‏
- John Rogerson (physician) [الإنجليزية]‏
- James Carmichael Smyth (physician) [الإنجليزية]‏